# ルイス・ディアス・エスピノサ
ルイス・ディアス・エスピノサ（Luis Díaz Espinoza、1998年12月6日 - ）は、コスタリカ出身の同国代表サッカー選手。コロラド・ラピッズ所属。ポジションはMF。

## クラブ経歴
コスタリカ2部のムニシパル・グレシアでプロキャリアをスタート。2016–17シーズンはリーグ優勝と最上位リーグであるリーガFPD昇格を果たした。
2018夏にCSエレディアーノへの移籍がうわさされ、2019年のクラウスーラで正式にエレディアーノに加入した。
2019年7月2日、メジャーリーグサッカーのコロンバス・クルーに特別指定選手として加入した。7月17日のシカゴ・ファイアーFC戦で加入後初出場。90分には2-2の同点となる加入後初ゴールも決めた。
2023年9月5日、コロラド・ラピッズに移籍した。

## 代表歴
2019年9月6日、ウルグアイ代表との親善試合で68分にジョエル・キャンベルに代わって途中出場しコスタリカ代表デビューを果たした。

## タイトル

### クラブ
ムニシパル・グレシア
- リーガ・デ・アセンソ: 2016–17

コロンバス・クルー
- MLSカップ: 2020